# Pleurothallis scaphipetala
Pleurothallis scaphipetala är en orkidéart som beskrevs av Carlyle August Luer. Pleurothallis scaphipetala ingår i släktet Pleurothallis och familjen orkidéer.
Artens utbredningsområde är Costa Rica. Inga underarter finns listade i Catalogue of Life.